# كسينيا كيغ
كسينيا كيغ (بالإنجليزية: Xenia Cage)‏ هي رسامة أمريكية، ولدت في 28 أغسطس 1913 في جونو في الولايات المتحدة، وتوفيت في 26 سبتمبر 1995 في مانهاتن في الولايات المتحدة.

## وصلات خارجية
- كسينيا كيغ على موقع ميوزك برينز (الإنجليزية)
- كسينيا كيغ على موقع ديسكوغز (الإنجليزية)